# Zostera marina
Zostera marina là một loài cỏ biển, với các tên thông thường trong tiếng Anh như common eelgrass và seawrack. Đây là một loài thực vật thủy sinh sống ở môi trường biển dọc theo bờ biển hầu hết vùng miền bắc của Bắc Mỹ và lục địa Á-Âu. Nó loài loài thực vật có hoa thủy sinh có phân bố rộng nhất ở Bán cầu Bắc.